# Erich Schmidt (NS-Funktionär)
Erich Schmidt (* 31. Juli 1900 in Schwerin; † 1981) war ein deutscher Nationalsozialist.

## Leben
Schmidt besuchte von 1907 bis 1915 die Volksschule und absolvierte danach eine kaufmännische Ausbildung an der Handelsschule. Ab Juni 1918 nahm Schmidt noch kurzzeitig am Ersten Weltkrieg teil. Nach der Entlassung aus der Armee war Schmidt ab Februar 1919 bei der Stadtverwaltung in Schwerin im Bürodienst tätig und machte sich Ende Juni 1920 im Bereich Auktionswesen selbstständig. Von Anfang November 1920 bis Mai 1923 war Schmidt bei der Schutzpolizei in Hamburg beschäftigt. Aufgrund eines Falles von fahrlässiger Tötung wurde Schmidt aus dem Polizeidienst entlassen und angeklagt, das Verfahren wurde später jedoch eingestellt.
Der NSDAP trat er im Oktober 1931 (Mitgliedsnummer 710.245) bei. Für die Partei war Schmidt ab Januar 1934 in Hamburg als „Gaupressewart“ tätig und beim Parteiorgan Hamburger Tageblatt beschäftigt. Danach wurde Schmidt zunächst Pressereferent und Anfang April 1935 Leiter der Landesstelle Hamburg des Ministeriums für Volksaufklärung und Propaganda (RMVP), aus dem 1937 das Reichspropagandaamt hervorging. Gleichzeitig erhielt er 1935 auch den Titel Landeskulturwalter. Anfang 1939 wurde Schmidt auf Betreiben von Propagandaminister Joseph Goebbels ins RMVP nach Berlin versetzt. Dort sollte Schmidt als Hauptgeschäftsführer die Reichskulturkammer umstrukturieren.
Während des Zweiten Weltkrieges wurde Schmidt im Juli 1940 Nachfolger von Maximilian du Prel als Hauptabteilungsleiter des Hauptamtes „Volksaufklärung und Propaganda“ im deutsch besetzten Generalgouvernement (GG). Schmidt konnte sich auf dieser Position im GG jedoch nicht durchsetzen, da er sich in seiner Abteilung Feinde machte und Alkoholmissbrauch betrieb. Im April 1941 wurde Schmidt schließlich durch seinen Stellvertreter Wilhelm Ohlenbusch als Hauptamtsleiter abgelöst. Von Mitte April 1941 bis Ende Dezember 1941 war Schmidt beim Reichskommissar für die besetzten norwegischen Gebiete im Bereich NS-Propaganda tätig. Schmidt beendete Ende April 1942 seine Tätigkeit bei der Reichskulturkammer und lebte danach wieder in Hamburg. Anfang Juni 1942 trat er der SS bei (SS-Nummer 422.943).